# The Price Is Right

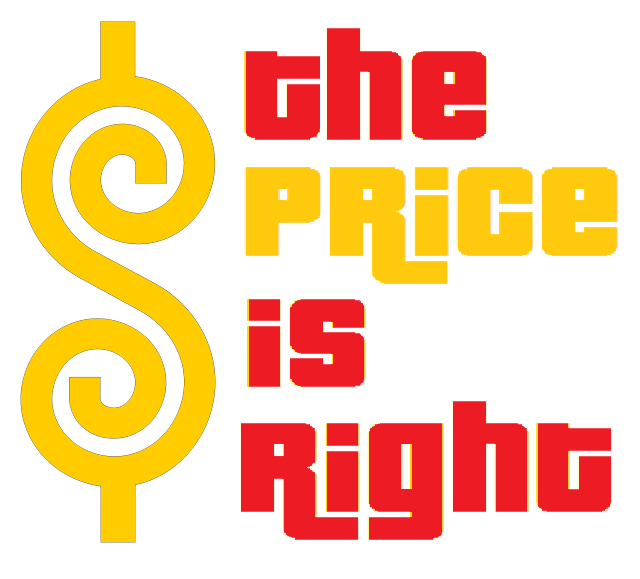
Programmets originallogo.

The Price Is Right är ett amerikanskt TV-program som hade premiär på CBS den 4 september 1972. Bob Barker var dess programledare i 35 år, och när han gick i pension den 15 juni 2007 fick Drew Carey ta över rollen som programledare.

## Upplägg
The Price Is Right är ett tävlingsprogram som går ut på att de deltagande i tävlingen ska gissa sig till vad olika varor och produkter kostar i en viss butik. Deltagarna kan vinna både stora summor pengar och andra priser.

## Om TV-programmet
Den ursprungliga versionen av The Price Is Right sändes mellan åren 1956 och 1965, och då var Bill Cullen programledare. När TV-programmet hade nypremiär år 1972 så hade programmet genomgått många förändringar och några nya spelelement hade lagts till.
The Price Is Right är ett av de populäraste TV-programmen någonsin i USA och det har nu sänts över 9 000 avsnitt. Den 49:e säsongen hade premiär den 27 oktober 2020.
Programmet har dock aldrig visats i Sverige.

## Programledare

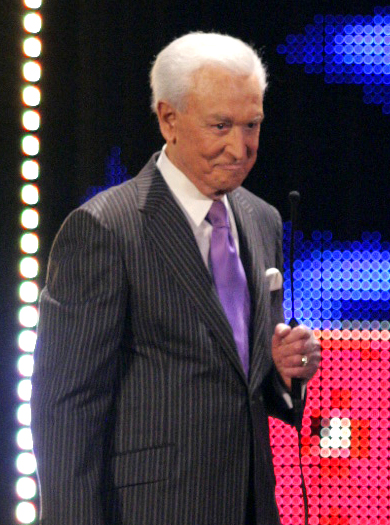
Bob Barker  programledare i 35 år, från september 1972 till Juni 2007.
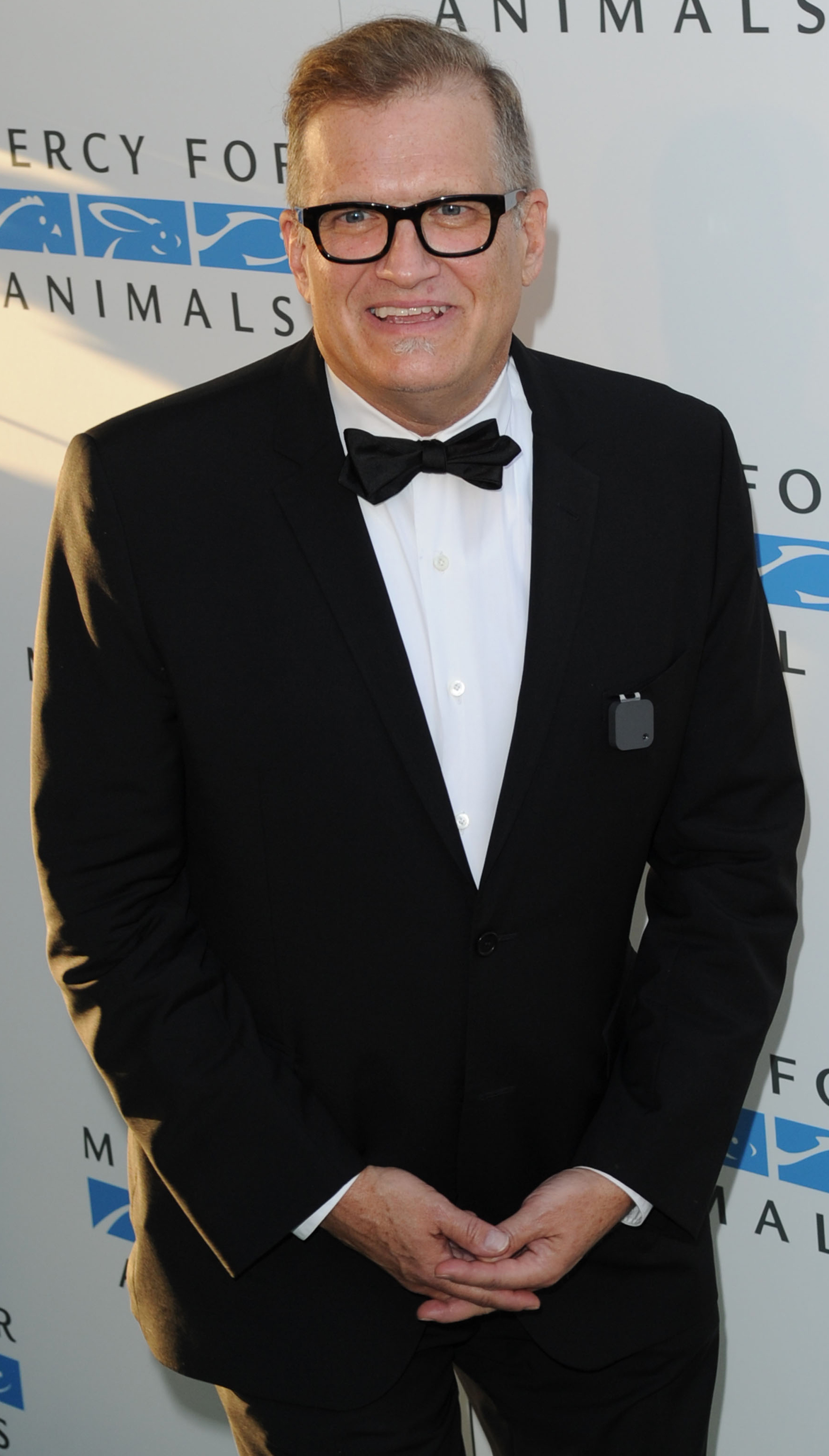
Drew Carey  programledare från oktober 2007.